# Epacanthion multipapillatum
Epacanthion multipapillatum är en rundmaskart som först beskrevs av Christian Wieser 1959.  Epacanthion multipapillatum ingår i släktet Epacanthion och familjen Enoplidae. Inga underarter finns listade i Catalogue of Life.